# جام یوفا ۹۲–۱۹۹۱
جام یوفا ۹۲–۱۹۹۱، بیست و یکمین فصل از جام یوفا، مسابقات فوتبال باشگاهی سطح دوم اروپا بود که توسط یوفا سازماندهی شد و با قهرمانی آژاکس آمستردام به پایان رسید.